# Indianópolis
Indianópolis este un oraș în Minas Gerais (MG), Brazilia.